# Square Samuel-Beckett
Pour les articles homonymes, voir Samuel Beckett et Beckett.
Le square Samuel-Beckett, anciennement jardin de la Rue-Gandon, est un espace vert du 13e arrondissement de Paris, en France.

## Situation et accès

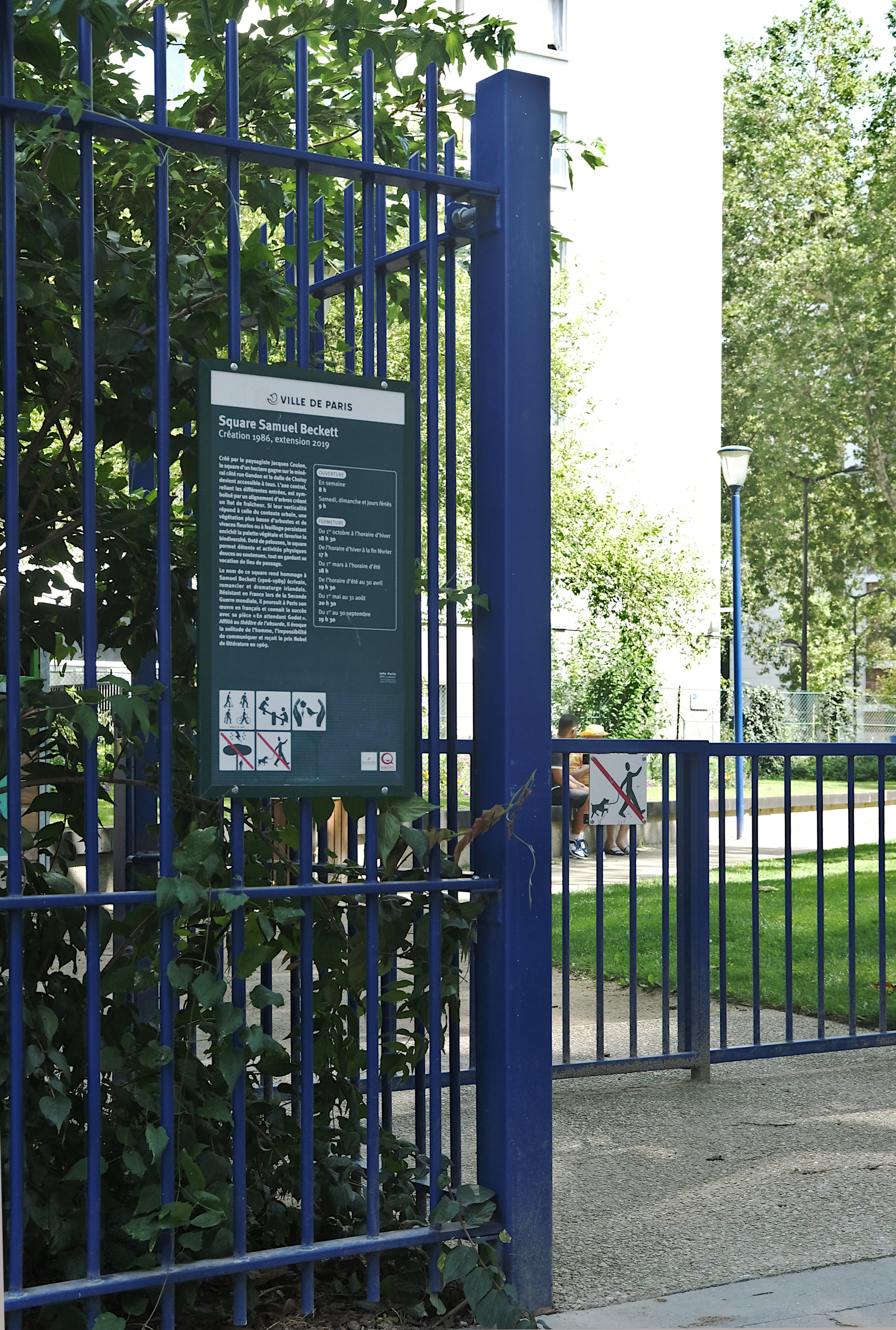
Entrée rue Gandon.

Le jardin est accessible par le 146, boulevard Masséna, le 47, rue Gandon et l'allée Marc-Chagall.
Il est desservi par la ligne 7 à la station Porte de Choisy et par la ligne 3a du tramway d'Île-de-France.

## Origine du nom
Il porte le nom de l'écrivain irlandais d'expression française, anglaise et allemande Samuel Beckett (1906-1989), prix Nobel de littérature, décédé à Paris en 1989.

## Historique
Le jardin est créé en 1986. 